# Histoire de l'orgue
Pour un article plus général, voir Orgue.

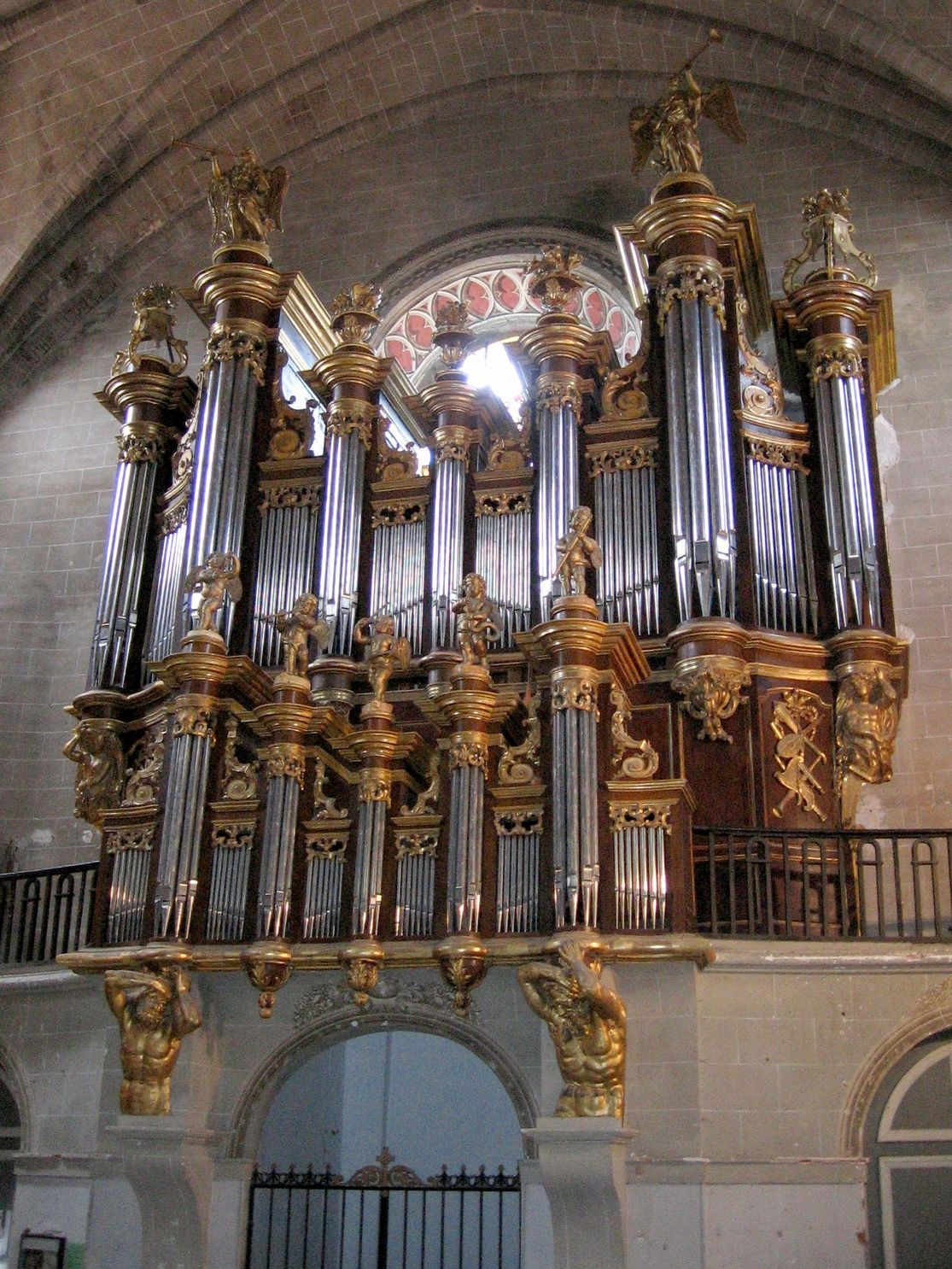
Orgue baroque de Cintegabelle.

L'histoire de l'orgue relate l'apparition, le développement et les évolutions de l'orgue sous un angle historique, de ses origines jusqu'à nos jours. 
L'existence de l'orgue nous est attestée depuis l'Antiquité. Cet instrument à vent, inventé semble-t-il dans la Grèce antique, n'a cessé depuis de se perfectionner et de se diversifier sur le plan technique comme sur le plan musical. Ainsi venu de l'orient méditerranéen, il est adopté dès le Moyen Âge par les nations d'Europe occidentale, sous des formes miniaturisées (orgue portatif), de mobilier transportable (orgue positif), ou monumentales, et intégrées aux édifices religieux. 
Si pendant quelques siècles, les plus petits instruments peuvent accompagner danseries et chansons profanes, l'orgue acquiert très vite le privilège exclusif d'accompagner et animer les cérémonies religieuses du catholicisme et, plus tard, du protestantisme ; la pratique liturgique du christianisme orthodoxe excluant d'autre musique que vocale, l'orgue ne connaîtra de diffusion que dans la partie occidentale de l'Europe ; à partir du XVIIe siècle, son répertoire peut quitter partiellement le domaine de la musique religieuse, mais sans jamais pouvoir se départir d'un style digne et respectueux des églises desquelles il fait partie intégrante. 
Au cours des siècles, les facteurs d'orgues n'ont cessé de lui apporter les améliorations et perfectionnements techniques accompagnant ou suscitant l'évolution du répertoire. Mais l'orgue n'est pas seulement un instrument de musique : le grand orgue d'église (ou aujourd'hui de salle de concert) est aussi un élément architectural qui doit s'intégrer de façon harmonieuse au bâtiment qui l'abrite et dont il est partie prenante. Le travail de facteur d'orgue est donc un métier très complet qui ne peut ignorer l'esthétique de l'objet, ni de son environnement. 
Contrairement à la plupart des autres instruments de musique, l'orgue comprend deux parties partiellement indépendantes : d'une part la partie musicale (claviers, transmissions, sommiers, tuyauterie, soufflerie, etc. : éléments à la base de la production des sons), et d'autre part la partie structurelle (le ou les buffets, la tribune) qui peuvent traverser les années et les siècles de façon différenciée. Ainsi par exemple, il n'est pas rare de changer le mécanisme en conservant intégralement un buffet ancien et bien souvent tout ou partie de la tuyauterie. C'est pourquoi en France, l'administration des Monuments Historiques peut classer, soit l'instrument dans sa totalité, soit uniquement les buffets ou la partie instrumentale.          

## Antiquité
L'origine de l'orgue, d'après l'étymologie même (du grec ancien ὄργανον, órganon, machine), n'évoque pas l'invention d'un instrument de musique, mais celle d'un moyen mécanique de jouer autrement d'instruments préexistants. 
Les premiers tuyaux sont en effet des auloï, hautbois cylindriques de l'antiquité grecque, souvent joués par paires, avec une mentonnière pour forcer le souffle (il peut aussi y avoir eu de très bonne heure des tuyaux de flûte). La syrinx (flûte de Pan) donnait l'idée d'utiliser un tuyau à son fixe pour chaque note. 
L'invention de l'orgue consista donc à remplacer le souffle humain par un vent mécanique (issu du soufflet, de forge ou domestique), conduit aux tuyaux par une caisse (sommier) percée de trous, qu'ouvrent ou ferment des tirettes (embryon de clavier). 

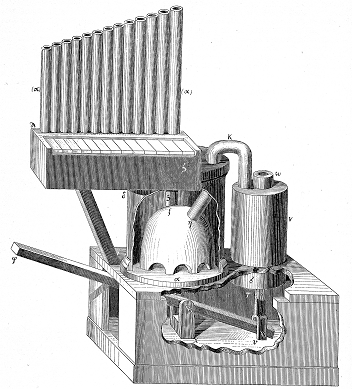
Orgue hydraulique, selon la description de Héron d'Alexandrie.

Ainsi le très ancien orgue à bouche des Chinois (le sheng) ou le khên indochinois n'est-il pas encore un orgue véritable, instrument dont nous pouvons, sur la foi de son disciple Héron, laisser la paternité à Ctésibios d'Alexandrie : il utilisa le soufflet et, premier progrès, régularisa la pression de l'air par une cloche flottant dans de l’eau, d'où le nom d'hydraule donné à son instrument. Décrit avec assez de précisions par Vitruve, cet orgue aurait déjà comporté des tuyaux d'espèces différentes posés sur des sommiers distincts ouvrables par des soupapes, les notes se jouant par des tirettes-registres sur une étendue de deux octaves diatoniques assez aiguës. 
Utilisé dans tout l'Empire romain, que ce soit au théâtre ou au cirque, il disparut d'Occident avec l'avènement du christianisme en même temps que les cérémonies publiques païennes auxquelles il participait. Un modèle à peine différent revint de l'Orient byzantin à l'époque carolingienne (un don de l'empereur Constantin V Copronyme envoyé à Pépin le Bref en 757). Pour être plus transportable, on en était revenu au soufflet simple, sans compression hydraulique (orgue pneumatique). Les restes d'un orgue pneumatique romain du IIIe siècle ont été retrouvés à Aquincum (actuelle Hongrie).

## Moyen Âge

### Haut Moyen Âge
Destiné aux fêtes mondaines et à la pompe Impériale, un exemplaire fut reçu par Pépin le Bref (voir ci-dessus), un autre par Charlemagne. Louis Ier le Débonnaire, quant à lui, reçut un facteur, un moine vénitien qui travailla en Occident pour le prince mais aussi pour des couvents, notamment pour le sien (St-Savin). 

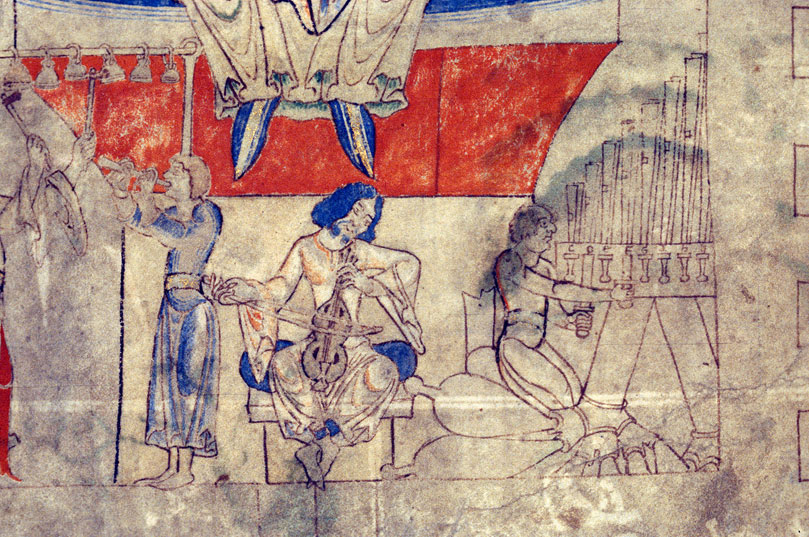
Bible d'Étienne Harding : remarquer l'orgue à droite.

L'orgue devint peu à peu le seul instrument ecclésial. Le rôle (qui expliquerait l'étymologie) de l'orgue dans la création d'une « voix organale » originairement plus grave et un peu moins mobile que le chant dans l'organum d'Hucbald (fin du IXe siècle), n'est pas communément admis, mais, ce qui est sûr, c'est que l'instrument et la musique demeurèrent tous deux longtemps stationnaires. 
La miniature de la Bible d'Étienne Harding (fin du XIe siècle) montre cet instrument rudimentaire (positif de teneure) : un rang de tuyaux coniques à anches, clavier d'une seule octave diatonique, assez grave, et soufflets de forgeron.

### Moyen Âge classique

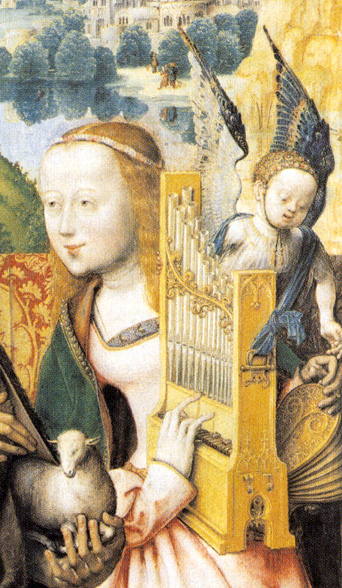
Sainte Cécile jouant de l'orgue portatif, la main droite sur le clavier, la main gauche actionnant le soufflet.

Cependant, vers la même époque (XIIe siècle), apparaît, sans que son existence antérieure (peut-être même antique) soit prouvée ni infirmée, un autre type d'orgue : le portatif. Il diffère par le matériel sonore composé de tuyaux à bouche assez courts (peut-être doublés de minuscules tuyaux de régale). C'est un instrument doux, monodique en principe, doué bientôt, à l'imitation des cornemuses et chifonies (si ce n'est l'inverse), de notes graves tenues (bourdons). L'exécutant actionne le soufflet de la main gauche, réglant ainsi la respiration de la mélodie. L'étendue est celle d'un « dessus » de deux octaves bientôt chromatiques, ce qui amène à disposer au-dessus du clavier diatonique un rang de notes plus courtes (les feintes). Ce portatif, parfois posé (positif de table), en raison du poids des exemplaires les plus complets, resta en usage dans le monde jusqu'à l'essor des instruments à clavier et cordes au XVIe siècle.
Il semble qu'une fusion des deux types, portatif de dessus et positif de teneure, ait été une conséquence de l'essor de la polyphonie à partir des dernières années du XIe siècle bien qu'elle ait pu être réalisée occasionnellement bien plus tôt (à Winchester au Xe siècle ?). Le résultat est un orgue en progrès, sinon rénové en toutes ses parties : multiplication des petits soufflets (au moins deux), mus par un aide, ce qui supprime les temps morts et permet une pression plus élevée, donc plus régulière ; extension au grave des tuyaux à bouche plus mélodieux, la puissance s'obtenant en doublant à l'unisson ou en renforçant les premiers harmoniques (octaves et quintes) sur toute l'échelle des voix soit, à la fin du Moyen Âge, plus de trois octaves ; les notes plus graves dérivant des anciens bourdons constituent tout en bas une gamme incomplète. Le vent est alors transmis aux tuyaux par l'intermédiaire d'un petit sommier pour chaque note (« gravure »), pris sur le grand (« laye ») et recevant l'air d'une soupape dont le ressort rappelle du même coup la touche du clavier. La solidarité de la soupape et de la touche, ne pouvant plus être directe, est obtenue au moyen de l'abrégé, combinaison de vergettes et de rouleaux qui répartissent le mouvement venu des touches dans un ordre arbitraire. Dès lors les tuyaux peuvent ne plus être disposés selon l'ordre du clavier mais selon la commodité ou les besoins décoratifs de la façade, constituée par le plus gros tuyau de chacune des notes (« tuyaux de montre »).
Ce positif de chœur semble s'être répandu assez vite là où chantaient de grandes chorales : monastères, puis cathédrales (XIIe siècle et XIII). Appelé souvent paire d'orgue, il restera le soutien indispensable du chœur séculier ou monacal, l'instrument pour apprendre la musique des maîtrises et des organistes jusqu'au début du XVIIe siècle. Alors, bénéficiant des progrès du grand orgue, (2 claviers et pédalier, jeux divers), il prendra le nom de cabinet d'orgue, d'après le meuble où on le logera. Ce cabinet lui-même cédera la place au petit grand orgue dit orgue de chœur (XIXe siècle) ou prendra chez les particuliers le nom d'orgue de salon.
À une époque probablement ancienne, mais encore mal déterminée, que l'on situe entre le Xe siècle et le milieu du XIIIe siècle, le positif de chœur s'agrandit et se sépara des chanteurs pour prendre place seul dans les hauteurs sur un « pupitre » en encorbellement ou en tribune. Ce déplacement coïncidait d'une part avec la construction de vaisseaux de plus en plus grands et hauts, de l'autre avec l'emploi de plus en plus fréquent de l'orgue pour diriger ou remplacer les voix des nombreuses assistances. Mais ce « grand orgue » dont le coffre, porteur de rideaux prend une valeur architecturale en devenant désormais le « buffet », n'est pas structurellement différent du positif de chœur ; il cherche seulement à en augmenter la puissance : descente du ton fondamental Fa (de hauteur absolue variable, le diapason n'étant pas fixé à cette époque) de 6 pieds à 12, puis à 24. Extension du clavier plus bas encore, avec de gros tuyaux (trompes ou bourdons) logés dans des coffrages parfois indépendants ou faisant corps avec le buffet (tourelles). Pour en faciliter l'emploi, ces notes sont jouables aussi par des chevilles actionnées au pied (embryon de pédalier, tirasse et origine des claviers manuels à cinq octaves en Italie qui permettent de jouer soit en 8 soit en 16 pieds comme l'orgue de Modène). Parfois faute de place ces chevilles existent sans note au clavier (on a alors un pédalier indépendant). Enfin multiplication des tuyaux (tous de facture semblable), unissons, octaves et quintes dont le nombre augmente régulièrement de la basse vers l'aigu, sans qu'il n'y ait jamais de retour en arrière pour un même rang (comme les reprises des mixtures plus tardives). Le renforcement des dessus s'est parfois fait sur un sommier spécial à l'aide d'un troisième clavier (comme à Halberstadt ou à Angers). Les derniers instruments de ce type (XVe siècle) peuvent grouper, sur 50 notes environ, plus de 2500 tuyaux, dont 90 par note aiguë. Ils se rencontrent sur tout le territoire de l'Occident, de l'Angleterre à l'Autriche, de l'Allemagne du Nord à l'Italie. Ils sont construits par des facteurs internationaux, originaires le plus souvent des pays bourguignons (Oudin Hestre en France, nombreux moines « teutonici » en Italie, etc.).

### Bas Moyen Âge

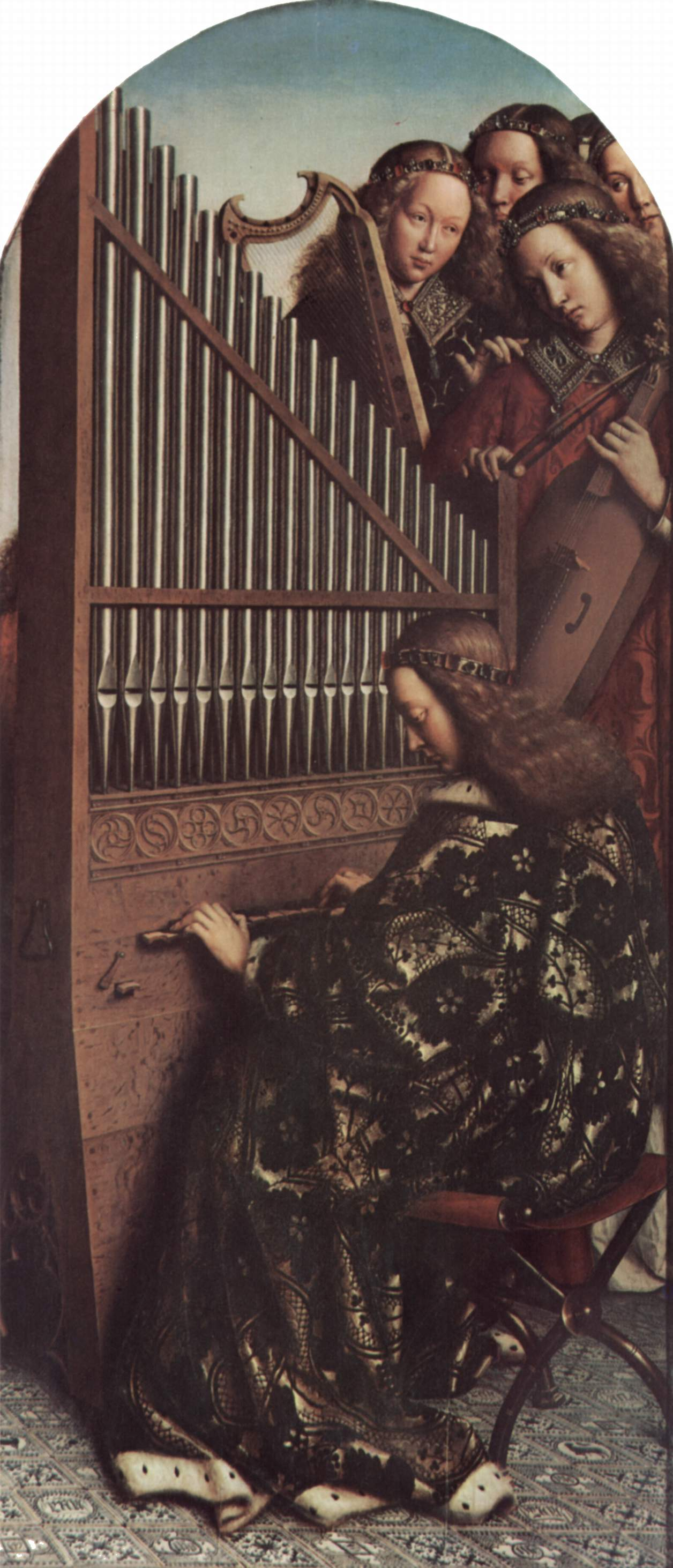
Orgue positif (Retable de L'Agneau mystique par Hubert Van Eyck et Jan van Eyck, XVesiècle).

La monotonie de la sonorité « grand plein jeu » de ces instruments, encore que très favorable au clair exposé de la polyphonie, et leur incapacité à servir en même temps d'orgue de chœur firent rechercher autre chose. Un peu partout, peut-être à l'exemple de la Bourgogne plutôt que de l'Allemagne du Sud, dès le deuxième quart du XVe siècle, fut adjoint au « Blockwerk (de) » médiéval un positif, d'abord juxtaposé peut-être pour être joué par le même organiste. Bientôt les claviers des deux orgues sont superposés et même jouables l'un par l'autre (système de l'accouplement), grâce au déplacement horizontal de l'un d'eux. Le buffet du positif vient se loger dans le dos de l'organiste qu'il cache (positif de chaire (Rückpositiv) attesté par Arnault de Zwolle à Dijon en 1460. Cette innovation, qui commençait à se répandre aussi dans le Nord de la France, s'y trouva moins utile par suite de l'évolution concurrente du positif de chœur et fut mise en veilleuse jusqu'à ce qu'un changement dans la musique elle-même l'imposât de nouveau (fin du XVIe siècle).
Au cours du deuxième quart du XVe siècle encore, le positif de chœur a été bouleversé par une invention dont le principe était pourtant applicable depuis longtemps : l'isolement des rangées de tuyaux en « jeux ». Elle aurait été réalisée d'abord par séparation du sommier en deux parties, la seconde alimentée par une soupape (positifs de dos des Pays-Bas, et orgue de N. Petit en Provence) pour séparer les fonds doux du plein jeu. Mais la solution véritable fut d'intercepter le vent entre la gravure et le tuyau. Deux systèmes concurrents (dont l'histoire n'est pas établie) mirent en pratique des procédés déjà connus ; l'obturation se faisant soit par une soupape secondaire logée pour chaque tuyau dans la gravure (sommier à ressorts, en allemand Springlade), soit par une réglette à trous (registre traînant, en allemand Schleiflade). Il suffit alors d'aligner les tuyaux de même timbre pour constituer un jeu, jouable à volonté, seul ou avec d'autres. Ainsi furent d'abord isolés les rangs du plein jeu global, qui couvraient toute l'étendue du clavier : principaux de 16, 8, 4, 2 pieds aux noms variés (montre, prestant, octave, double, doublette… en France), et les premières quintes, 5 1/3, 2 2/3, 1 1/3 ; les rangs plus élevés, incomplets, restaient groupés (les « fournitures »).
La possibilité de n'introduire les jeux qu'à bon escient permit d'ajouter des sonorités proscrites ou encore ignorées, qui semblent foisonner aussitôt, sous le nom général et révélateur de mutations : jeux à bouche, de grosse taille, comparables aux flûtes traversières (allemandes) et appelés flageolet ou sifflet dans l'aigu, jeux semi-bouchés (à cheminée ou coniques), bouchés dans le grave (où ils gardent le vieux nom de bourdon), comparables aux flûtes douces à bec (anglaises). Ces flûtes ont aussi leurs harmoniques (nasard 2 2/3, larigot 1 1/3, tierce ou cornet 1 3/5). Certains jeux sont eux-mêmes des mélanges à plusieurs rangs de tuyaux de même type (principaux, nasards, cymbale [si aiguë qu'il faut redescendre périodiquement : reprise], peut-être même de type différent : cornets, hautbois). Cependant les tuyaux à anches ont fait leur réapparition sous les formes les plus diverses ; à tuyau court : régales dits aussi voix humaines, d'enfants, de chantres ; à tuyau long et conique : saqueboutes ou trompettes, clairons, chalumeaux, musettes ; à tuyau moyen et cylindrique : douçaines comparées plus tard en pays wallon au tournebout (dit d'après le germanique, cromorne). Ce goût des jeux variés ne s'est pas développé partout de la même manière : rapidement des compositions typiques se différencient. Le XVIe siècle voit naître des écoles régionales de facture, avec des périodes d'activité ou de stagnation qui ne coïncident pas, d'où des influences et des contaminations successives.

## Époque moderne

### Renaissance
En France, après des tâtonnements mal connus, s'est établi, à l'orée du XVIe siècle, un type précis qui s'imposa très largement de Bordeaux à Tournai et à l'Allemagne centrale (Dresde). II comporte un équilibre déjà subtil d'une dizaine de jeux, permettant un grand nombre de registrations théoriques et plus d'une vingtaine d'usuelles, toutes affectant la polyphonie entière, sans faire sortir une voix. En langage moderne, on a : bourdon (16), 8 ; principaux 8, 4, 2 (1) ; fourniture progressive (3 à 9 rangs p. ex.) ; flûtes 4, 2 ; nasard 2 2/3 (& 2) ; cymbale trois rangs ; tierce et (ou) larigot : trompette 8 (et Clairon le cas échéant) ; régale 8 (4). L'instrument est logé dans un meuble rectangulaire finement décoré et, s'il comporte de gros tuyaux, agrandi de tourelles plates (3 en général), surmontées de lanternes. Peu évolutif, ce type recevra seulement vers le milieu du XVIe siècle, sous l'influence des Pays-Bas ou de la Normandie, des jeux de 16 pieds fonds et anches. L'évolution musicale vers la mélodie accompagnée n'aura pas assez de force pour le transformer directement. « Couper » les jeux de solo au milieu du clavier (procédé venu peut-être d'Espagne plutôt que d'Italie) sera la seule concession au nouveau style. Comme pour la musique, le renouveau viendra du dehors.
En pays germanique, l'évolution semble avoir été plus foisonnante. Au même moment, apparaissent (fin du XVe siècle), sans localisation géographique, des types variés. Trait commun cependant, le pédalier à touches longues, de près de deux octaves, conservant son rôle de basse avec une série complète de jeux graves, mais utilisé aussi pour les voix plus aiguës, grâce à quelques jeux élevés, qui ne servent pas forcément d'harmoniques aux premiers. Le plein jeu subsiste, tantôt en bloc (Pays-Bas), tantôt divisé, mais ici les mutations sont confiées au positif (solution bourguignonne primitive ?), là, au contraire le positif est un écho du grand orgue et les mutations sont réparties aux deux claviers. Cette solution, partie peut-être d'Allemagne du Sud, semble l'emporter (Arnold Schlick, 1511). Mais dans le grand-corps, au-dessus de la fenêtre des claviers, un régale apparaît souvent confié à un clavier (le troisième, Brustwerk) sur lequel descendront peu à peu les jeux courts du grand orgue : bourdons, mixtures. Dans les pays rhénans au contraire, le clavier de complément du grand orgue médiéval donne naissance à un chœur complet dont le sommier est au-dessus de celui du grand orgue (Oberwerk). Un orgue certainement exceptionnel à Freiberg (Saxe) comporte dès 1502 les deux types de clavier supplémentaire.
Aux Pays-Bas, l'oberwerk devient caractéristique d'une florissante école brabançonne (Niehoff, Hocqué). Dans la première partie du XVIe siècle, elle constitue sur place un type achevé, puis le diffuse dans tous les pays rhénans, du Danemark à Nancy (famille Scherer à Hambourg) : trois claviers à l'ut, positif assez complet, grand orgue pour le seul grand plein jeu, mutations à l'Oberwerk (dont une tierce cymbalisée, préférée au cornet). Une école flamande fonda au contraire son type sur le parallélisme exact entre grand orgue et positif. Le pédalier resta d'abord embryonnaire, mais les fournitures et cymbales, toutes à reprises, sont particulièrement homogènes, les trompettes, utilisées en batteries (16, 8, 4), renforcées dans l'aigu par le cornet à bouquin (cornet actuel à 5 rangs).

### Période baroque (XVIIe–XVIIIesiècles)

#### L'orgue classique français

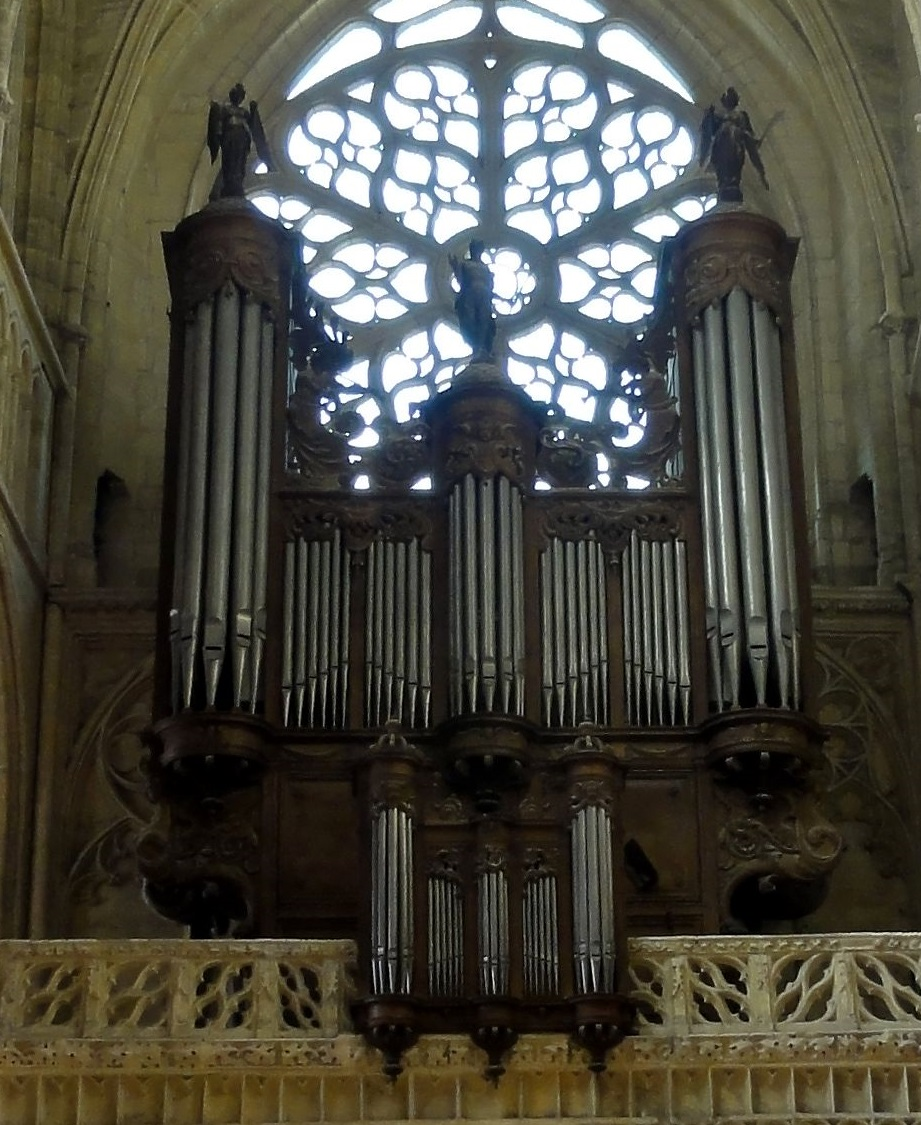
Valéran de Héman (Meaux).

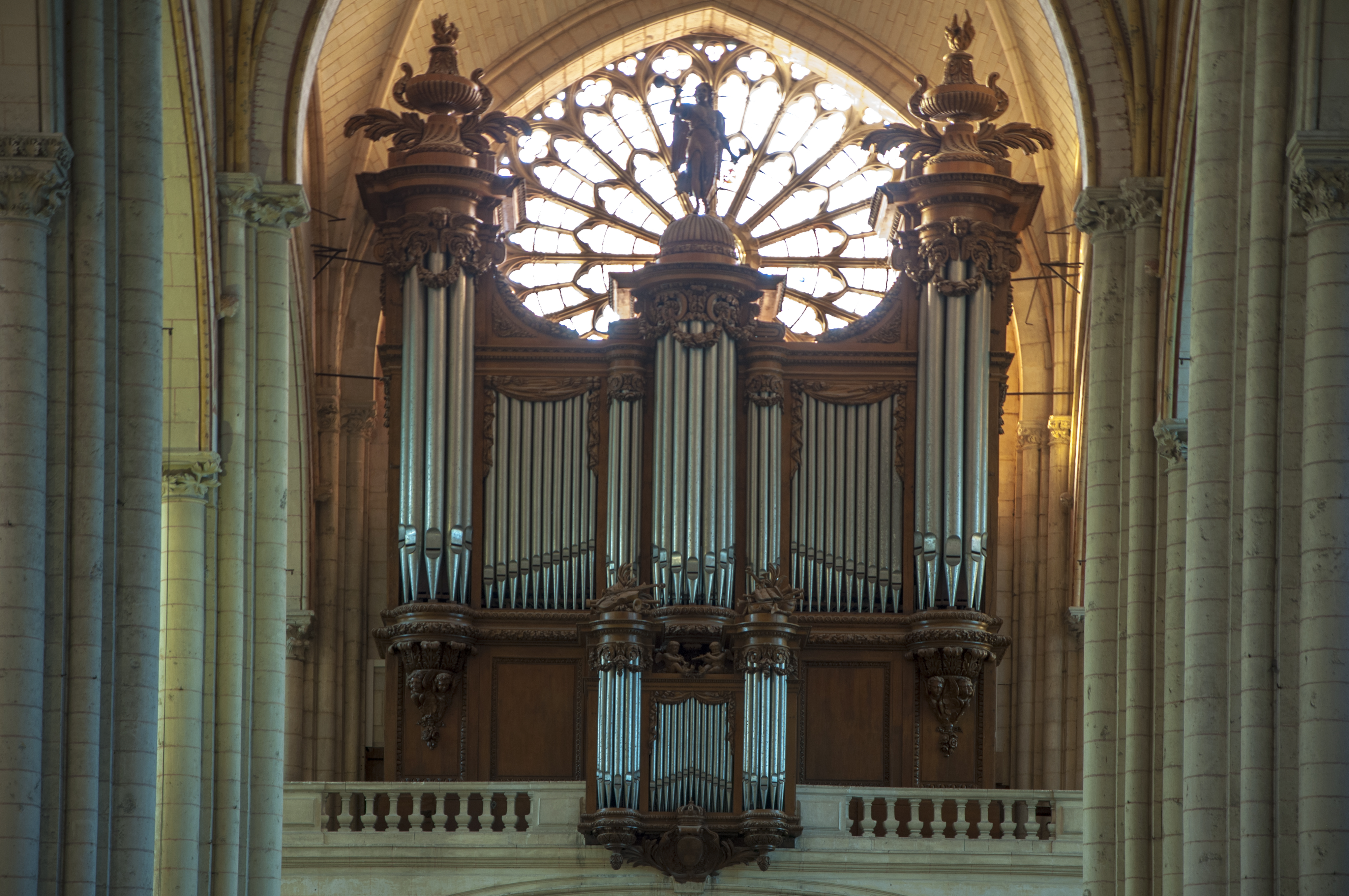
François-Henri Clicquot (Poitiers)

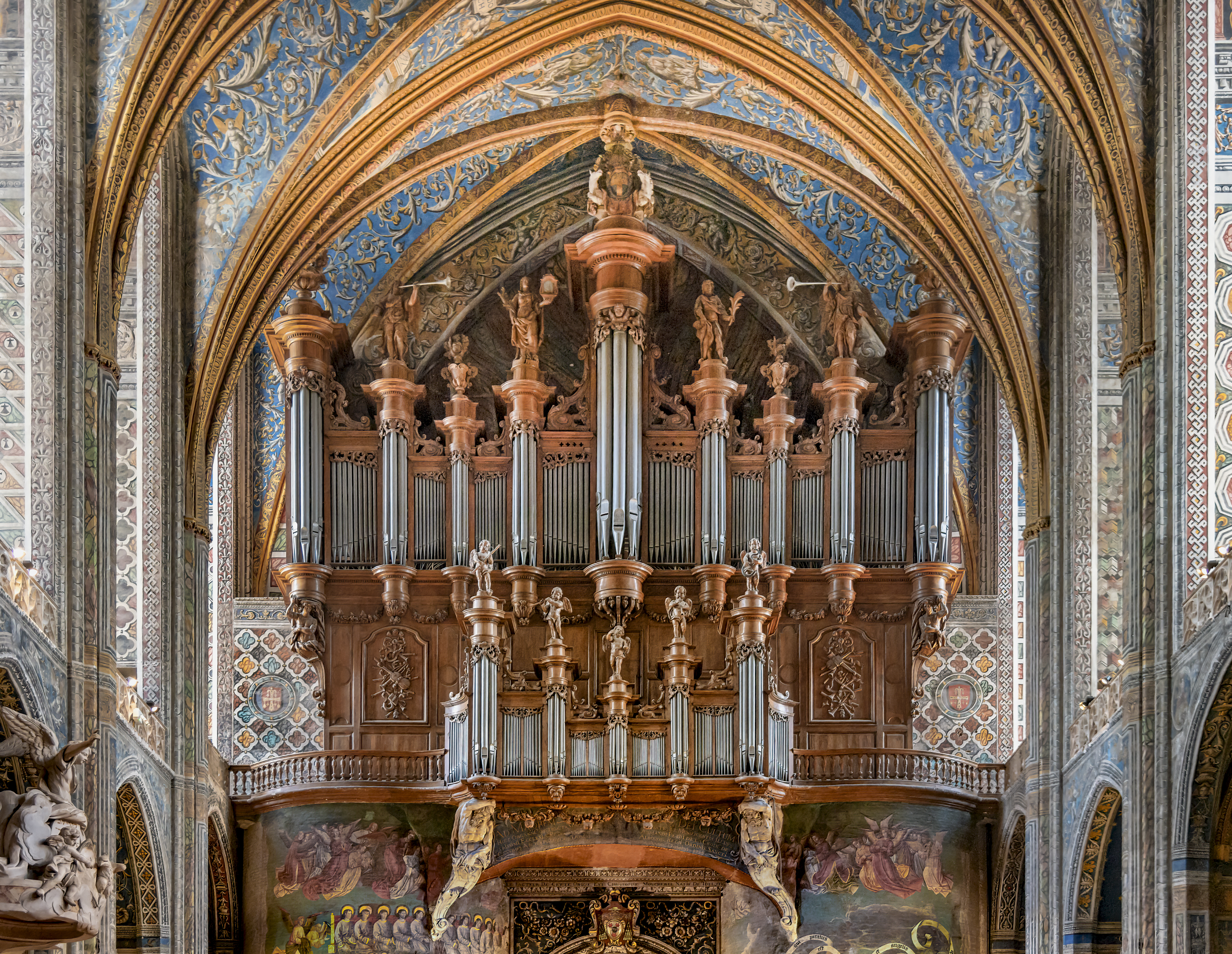
Christophe Moucherel (Albi).

L'école flamande essaime à Paris et à la cour d'Espagne (Jean Brebos, Matthieu Langhedul) à la fin du XVIe siècle. 
Une deuxième génération située un peu plus au Sud-Est (Crespin Carlier, Valéran de Héman), se caractérise par un type plus achevé : positif plus complet et obligatoire, pédalier de plus de deux octaves (ut à mi), avec flûte de 8 et trompette (donc à fonction de ténor). Ce type d'orgue se répand en Normandie avec le soutien de Titelouze, rayonne de là dans l'Ouest et le Sud-Ouest de la France, gagne la vallée du Rhône (Royer-Marchand) et même l'Italie du Nord (avec le jésuite Hermann) au cœur du XVIIe siècle ; elle répand, avec le nouvel instrument, un nouveau style de buffets à tourelles en saillie (tiers-point et surtout demi-rond) et à décoration baroque, la protection étant encore assurée sur le devant par des volets entoilés. Introduit à Paris par Valéran de Héman, l'orgue flamand y est repensé et complété de 1610 à 1660 par Pierre Pescheur et Pierre Thierry, puis conduit à son apogée d'exécution par Étienne Enocq, Alexandre Thierry, Robert Clicquot. 
Aux deux claviers de base désormais complets : plein jeu, jeu de tierce, batterie d'anches avec cornet, voix humaine et cromorne, s'ajoutent le demi-clavier de cornet récitant (auquel se joindra une anche chargée d‘imiter le hautbois et qui finira par être nommé récit) et le clavier à trois octaves de l'écho (issu du Brustwerk rhénan ?), sorte de positif aigu enfermé volontairement dans le soubassement de l'orgue pour l'assourdir et qui comporte aussi fonds, plein-jeu, cornet et anches. Les jeux du pédalier restent moins graves que ceux du grand orgue, mais une tirasse permet d'utiliser quand même ce clavier pour la partie de basse.
Cet orgue parisien, si complet et si logique, bénéficia aussi de l'importance croissante de la capitale et d'une brillante école d'organistes. Directement ou par ses élèves, l'école de Paris conquit la province (Jean de Joyeuse, les Eustache, les Picart, etc.), rattrapant et dépassant en extension l'orgue flamand. Après 1660, il n'évoluera qu'à peine, pour devenir l'orgue français classique (François Thierry, François-Henri Clicquot) et pas toujours à son avantage : abâtardissement de l'écho au rang de deuxième récit ; acquisition de fonds de 32, d'anches de 16 avec cinquième clavier spécial, d'utilité seulement mécanique (bombarde) ; jeux de pédale descendus du ténor à la basse (influence allemande) ; surtout perfection technique de la sonorité. 
Les buffets ont suivi l'évolution des styles décoratifs, passant du baroque au classique architectural (fin du XVIIe siècle) au rocaille et au rococo incarné au classicisme froid à partir de 1760. Le Midi déploie ses façades en largeur (Christophe Moucherel à Albi, Cintegabelle). Au cours du XVIIIe siècle tandis que toutes les provinces sont unifiées dans une doctrine unique, codifiée par Dom Bedos, l'orgue français rayonne au-delà des frontières : Alsace (A. Silbermann), Pays-Bas (Guillaume Robustelly, etc.), Allemagne du Sud (Riepp) et n'est pas sans influencer en bien des détails les types étrangers le plus fermement constitués (Allemagne, Italie). 
Abandonné peu à peu à une musique en décadence religieuse et technique tandis que le vieux répertoire sombrait dans l'oubli, l'orgue français souvent détruit par la Révolution, perd pendant 50 ans toute vitalité.

#### L'orgue allemand

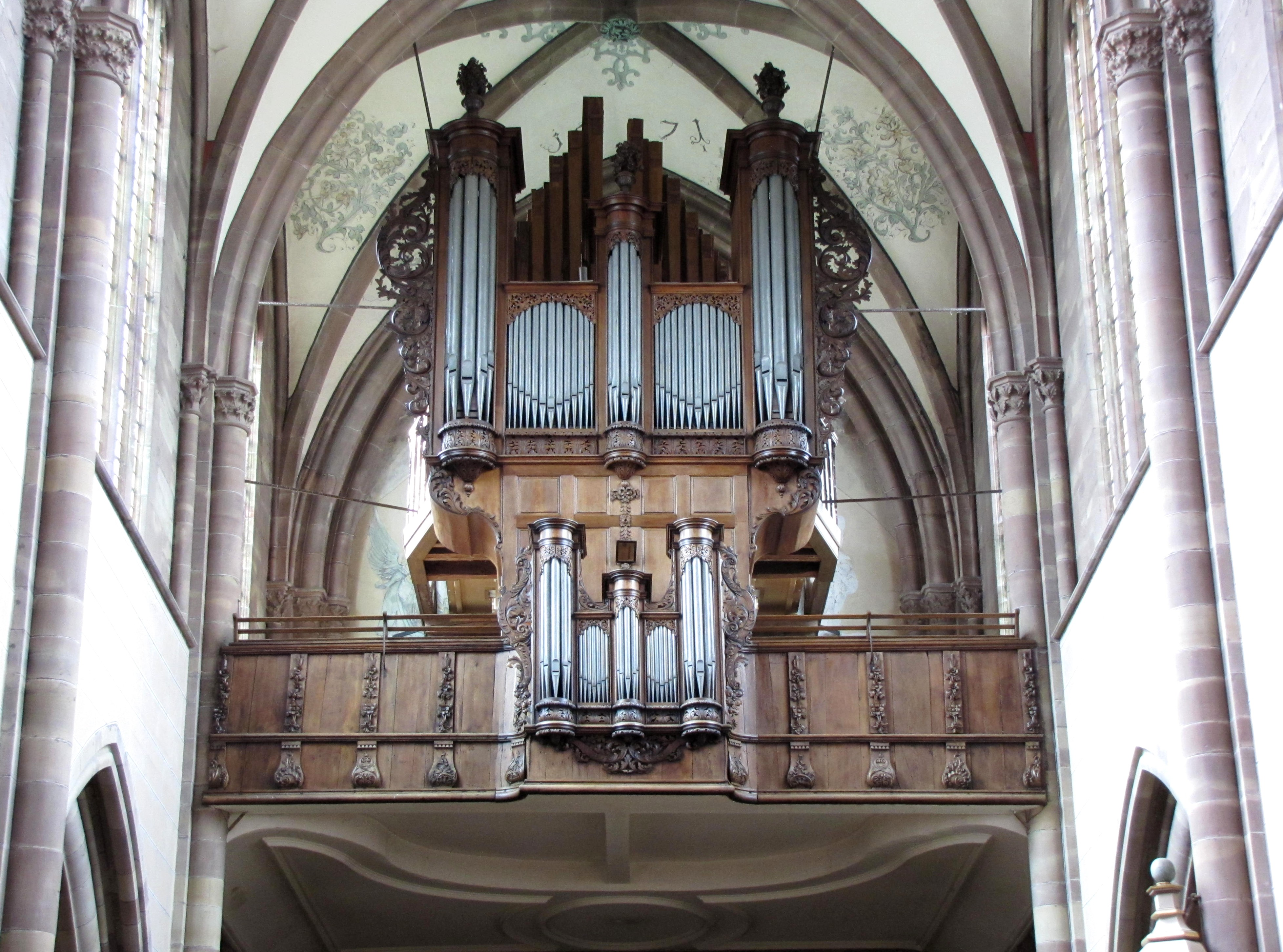
Abbaye Saint-Étienne de Marmoutier (Alsace), orgue d'André Silbermann.

Pendant ce temps, l'orgue allemand s'est peu à peu enrichi et stabilisé. À l'orgue brabançon du Nord, s'oppose de moins en moins l'orgue à Brustwerk, la composition des trois claviers tendant dans les deux types à constituer des chœurs parallèles, différenciés par leur hauteur fondamentale et leur timbre (Diapason, Mensur), sous l'influence peut-être de la musique italienne (plus, malgré Casparini, que de la facture d'outre-monts). 
Puis, l'essor économique de l'Allemagne du Nord, moins ravagée au cours du XVIIe siècle, donne la prééminence à une école nordique de synthèse (Arp Schnitger, Zacharias Hildebrandt), qui construit ses grands instruments à quatre claviers : positif, grand orgue, Brustwerk et Oberwerk, chacun d'eux avec triple série de fonds : bourdons ; flûtes douces, souvent remplacées par des jeux étroits nouvellement usités (gambes) ; flûtes larges. Des harmoniques nombreux : mixtures, cymbale, quintes ou nasards, tierces assez étroites, ou équivalents (sesquialtera) ; enfin un ou deux jeux d'anches (16 ou 8). La pédale s'enrichit encore pour équilibrer l'ensemble, renforce ses mixtures et descend jusqu'à 32 pieds. Le tout est logé dans un buffet dérivé de celui du XVIe siècle, mais à plusieurs étages et livré à toute l'exubérance de menuisiers virtuoses. Cet orgue, très complet, sembla souvent trop dispendieux pour un pays épuisé et les meilleurs musiciens surent sans peine se contenter de moins, pourvu que l'esprit fût maintenu. Ainsi un Gottfried Silbermann abandonne volontiers le buffet de positif pour loger trois plans bien caractérisés dans un buffet unique, assez simple. L'influence française, par l'intermédiaire de l'Alsace (André Silbermann), eut donc peu d'effet sur le plan de l'orgue allemand, davantage sur les détails (diffusion de la tierce de grosse taille, des batteries d'anches), ou sur les procédés de facture. C'est ainsi que J.S. Bach (on ne l'a pas assez dit) fut conquis par bien des aspects de l'orgue français ; mais ce fut un goût personnel, rarement satisfait dans l'orgue de son temps, quand il n'y veillait pas lui-même.[réf. nécessaire] Après Bach et ses fils, l'orgue allemand entre à son tour lentement en décadence. Il est facile et moins destructeur de passer de ce type à une conception orchestrale. Il suffit de pousser les timbres vers la puissance pure, d'abandonner peu à peu les harmoniques pour grossir le nombre des jeux de 8 : cette évolution insidieuse[non neutre], commencée dès le dernier quart du XVIIIe siècle, aboutit pourtant à une transformation aussi radicale qu'en France au cours du XIXe.

#### L'orgue italien
L'orgue italien semble avoir été parmi les premiers à séparer en jeux les rangs du plein jeu médiéval (avant 1460) : ces jeux portent comme nom le numéro de leur note initiale (15e, 19e, 22e…), gardent leur diapason assez étroit et couvrent, avec le même nombre de tuyaux, toute l'étendue du clavier, qui, dès le XVe siècle dépasse parfois quatre octaves. La pédale reste limitée à la courte octave de tuyaux graves (contrabassi), joués au moyen de touches assez courtes et très inclinées. Les XVIIe et XVIIIe siècles apportèrent peu de chose à cet orgue à buffet plat, maintenu dans le sanctuaire ou tout près, où les tuyaux restent coupés au ton et visibles jusqu'en haut. Pourtant la flûte et le nasard, sans être incorporés au plein jeu appelé « ripieno », sont tôt empruntés à l'orgue français. Il s'y ajoute encore, au XVIe siècle, l'invention d'un jeu de fonds ondulant (voce humana, qu'il ne faut pas confondre avec la voix humaine de l'orgue français qui est un jeu d'anche). La coupure des jeux solistes en basses et dessus donna, à la fin du XVIe siècle, une suffisante variété, et les facteurs rivalisèrent exclusivement dans la perfection de leur ripieno (Antegnati). Les Italiens eurent aussi très souvent recours à des facteurs étrangers (germaniques de diverses origines), qui apportèrent telle ou telle nouveauté : deuxième clavier vers 1550, Brustwerk, quelques jeux d'anches doux (violoncelli, tromboncini), orgue complètement à la française au XVIIIe siècle, ils n'entamèrent pas le goût exclusif du public et des organistes avant le début du XIXe siècle (Callido) : c'est alors que perverti par la musique d'opéra (Serassi), le goût du public tira l'orgue italien vers des influences très discutables.[non neutre] Il s'y ajouta une décadence technique de la facture nationale. Aussi l'orgue symphonique franco-allemand connut-il une vogue si complète qu'un orgue Cavaillé put être envisagé pour la basilique Saint-Pierre de Rome !

#### L'orgue espagnol
L'orgue espagnol, mal connu dans ses origines, semble avoir vécu d'abord parallèlement à l'italien : même division du plein jeu, mais les jeux furent coupés plus tôt qu'ailleurs et généralisés au point que deux pédaliers distincts jouaient l'un, les jeux graves pour la basse, l'autre, des jeux plus aigus. Dès le XVIe siècle, apparut un positif, réduction du grand orgue, venu peut-être de l'orgue allemand et parfois placé en Oberwerk. Par la suite les rapports des souverains avec leurs sujets des Pays-Bas donnèrent la prépondérance aux influences flamandes (Brebos). L'orgue espagnol y accentua son goût des jeux d'anches nombreux et “cruchants” dont les tuyaux, disposés souvent horizontalement (en chamade), sont caractéristiques des anciens buffets de ce pays resté fidèle au petit pédalier d'une octave à un jeu. Il vécut replié sur lui-même, presque coupé du mouvement musical européen, jusqu'au XIXe siècle, tout en se répandant dans les possessions lointaines (Amérique latine, orgue de bambou des Philippines). L'orgue symphonique se présenta en Espagne comme sans commune mesure avec son prédécesseur, mais son invasion fut entravée par le manque de ressources financières et aussi l'absence de curiosité de la part des musiciens espagnols.[réf. nécessaire]

#### L'orgue anglais

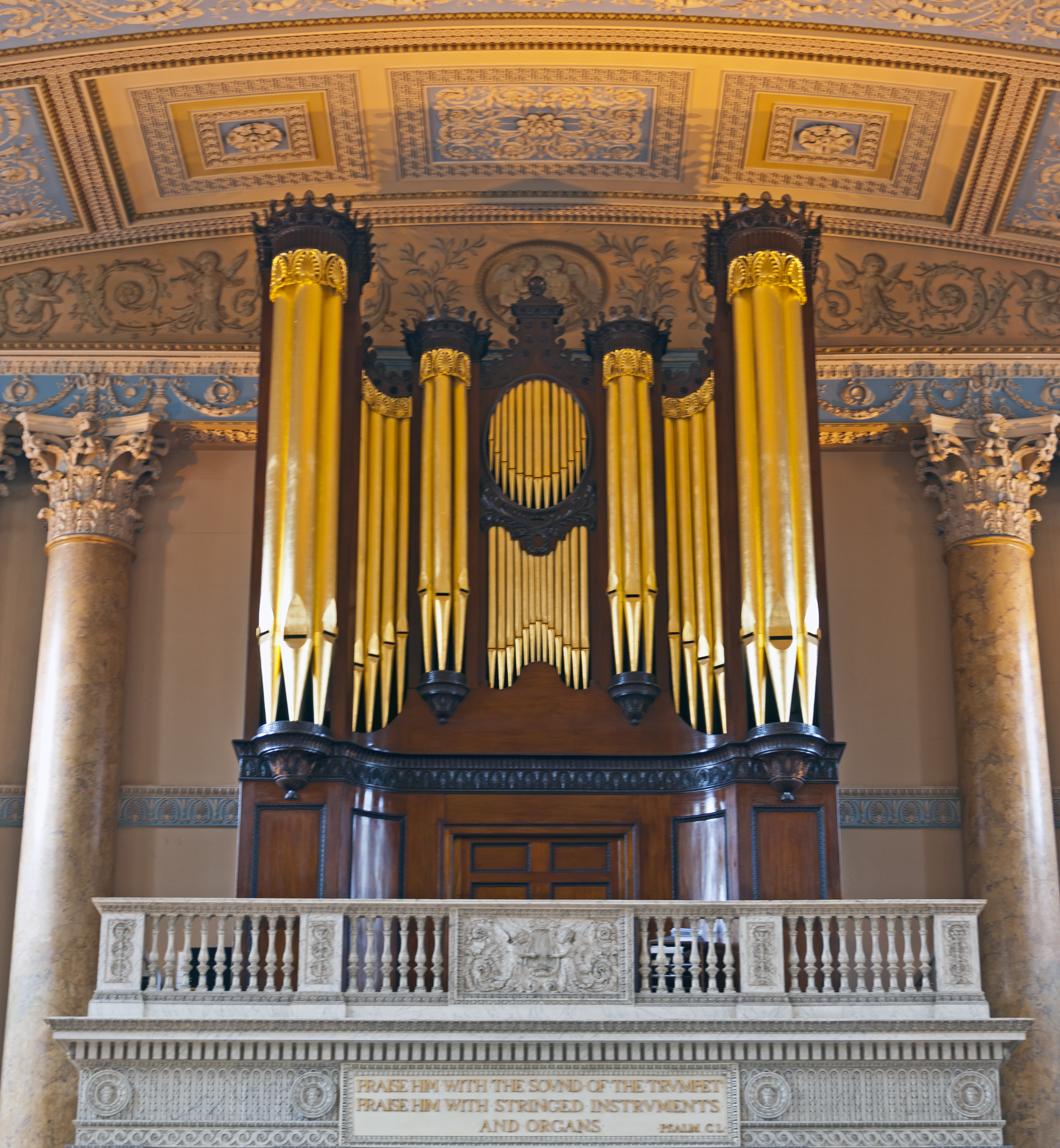
Esthétique purement anglaise de l'orgue du Greenwich Hospital : tuyaux de montre dorés et buffet en acajou.

L'orgue anglais fut longtemps (hormis quelques grands instruments médiévaux, mal connus, mais qui suivent l'évolution interne jusqu'à la fin du XVe siècle) un positif à quelques jeux monnayant les rangs du plein jeu. À la fin du XVIe siècle, il commençait à subir l'influence flamande, avec les orgues à deux claviers d'un Robert Dallam quand il fut proscrit par la révolution. C'est pourquoi les facteurs anglais, alors réfugiés en France, n'y furent pas dépaysés. Mais la restauration ouvrit le marché anglais directement aux modes étrangères : ainsi s'acclimata, à côté du petit orgue qui sera encore celui des concertos de Haendel, un instrument à deux claviers chacun avec un plein jeu, renforcé d'une batterie d'anches à cornet ; peu de jeux de détail, sans doute à cause du rôle très accompagnateur de l'orgue anglais. La même raison semble avoir incité les Anglais du XVIIIe siècle à faire venir des facteurs allemands, puis à les imiter (Smith, Balris), dans une conception assez globale, mais sans pédale indépendante. L'abondance de jeux fondamentaux, gros consommateurs d'air, poussa les facteurs à des recherches de soufflerie plutôt que de son. Plus qu'ailleurs, les tuyaux de montre sont souvent peints ou dorés, et les buffets réalisés dans des essences de bois précieux (acajou par exemple).

## Époque contemporaine

### Les progrès techniques duXIXesiècle

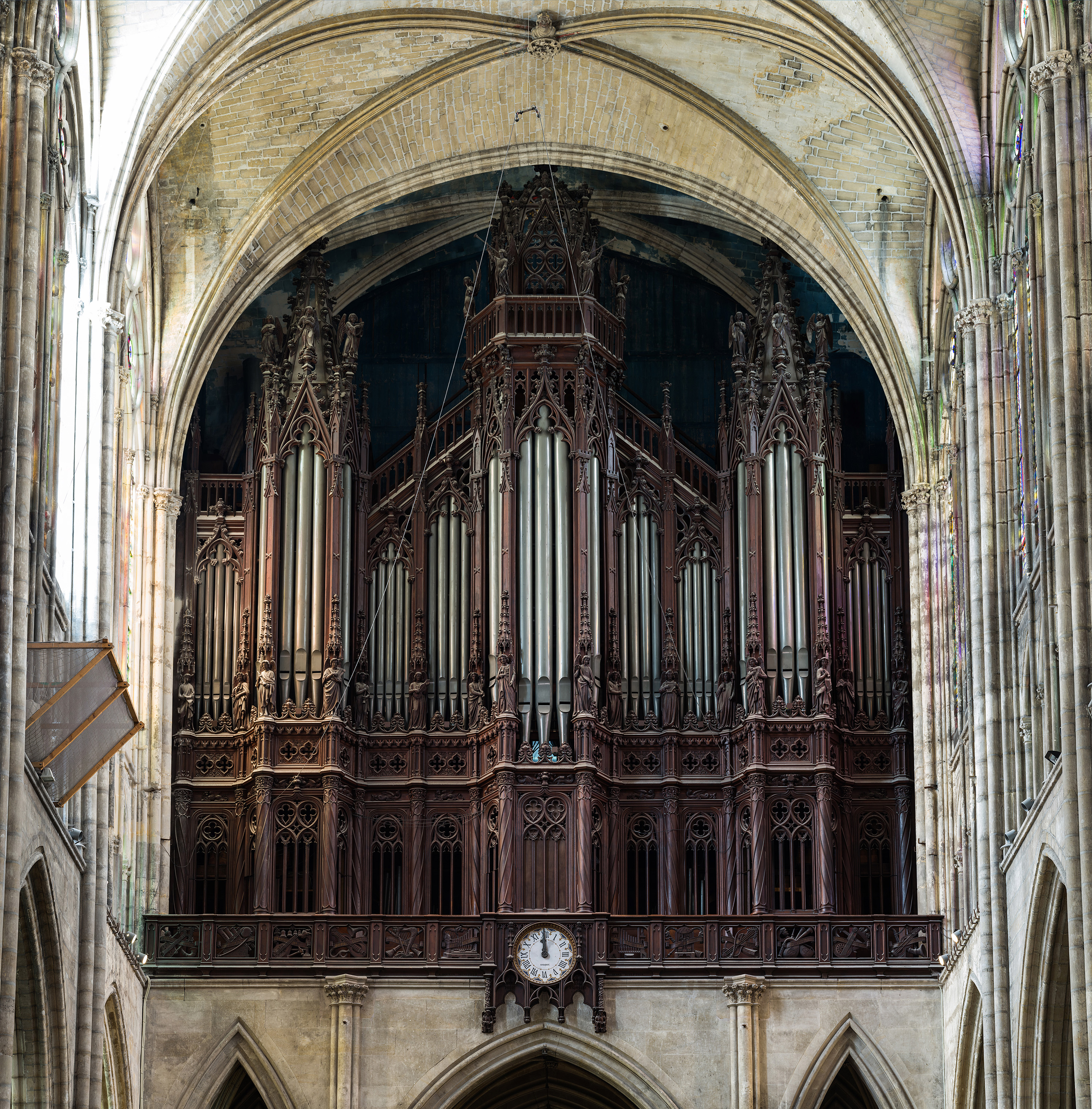
Orgue de la basilique Saint-Denis, premier orgue du facteur d'orgue Aristide Cavaillé-Coll, 1841. Cet orgue contient de nombreuses innovations telle la première machine Barker.

Une série d'inventions, surtout mécaniques, dues à l'essor du machinisme industriel, assura au milieu du XIXe siècle le renouvellement des orgues classiques (allant de pair avec la dénaturation de l'esthétique d'origine, ce qui n'empêchait pas que beaucoup d'instruments ainsi modifiés étaient remarquables). La plupart de ces innovations, déjà vieilles d'un siècle, furent longues à conquérir leur place. Certaines intéressent le matériel sonore : la boîte expressive, venue à la fois d'Angleterre (Jordan), d'Allemagne (Vogler) et d'Espagne, permet de réduire l'intensité sonore des jeux en les enfermant dans une caisse munie de jalousies pivotantes qu'on manœuvre par une pédale basculante, disposée au-dessus du pédalier d'abord au côté, puis au centre. D'autres essais pour rendre l'orgue expressif (Gabriel-Joseph Grenié) furent sans lendemain. 
Des jeux, le plus souvent venant de l'orgue baroque allemand, se répandent : quintatons, gambes, salicionaux, flûtes diverses, jeux ondulants (dits voix céleste et unda maris). Des procédés se généralisent : tuyaux harmoniques (double longueur) pour flûtes harmoniques ou octaviantes, tuyaux acoustiques (demi-longueur) pour les anches graves, coniques, évasés, à pavillons divers, emploi d'anches libres avec ou sans tuyau. 
La soufflerie vécut une révolution plus importante que l'invention des éclisses à la fin du XVIe siècle (seul progrès depuis le Moyen Âge) : le réservoir horizontal (en lanterne), à double pompe, fournit enfin un vent abondant, régulier, à pression constante, qui libère le facteur des restrictions dues à l'insuffisance du vent et lui permet d'utiliser pour chaque laye des pressions différentes.
Mais l'invention décisive fut celle du levier pneumatique (dit « machine Barker » 1840) confiant à l'air comprimé l'effort d'ouverture des soupapes, qui durcissait d'autant plus le toucher de l'orgue ancien qu'il avait plus de jeux et plus de claviers. Appliqué aux registres, le même procédé les rend facilement maniables et permet de les grouper en combinaisons. Cependant la transmission pneumatique appliquée à chaque note (Moitessier, puis Fermis, Lander et surtout Willis en Angleterre) provoque un retard parfois considérable entre l'enfoncement de la touche et l'émission du son, ce qui n'a pas empêché d'employer ce type de transmissions jusqu'au milieu du XXe siècle.

### Période romantique et symphonique

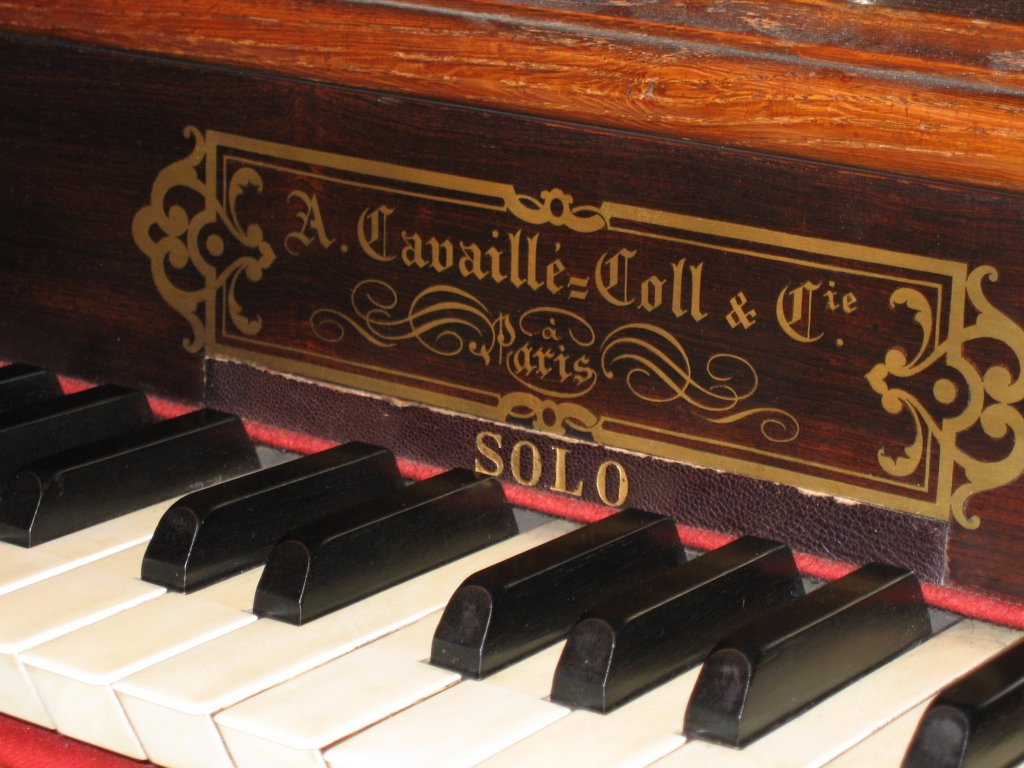
Plaque constructeur de la console de l'orgue de l'église Saint-Sulpice de Paris.

L'orgue du milieu du XIXe peut en principe être aussi grand et puissant qu'on pouvait le désirer. Mais ces possibilités n'auraient pas eu tant d'importance si elles n'avaient coïncidé avec un changement d'esthétique musicale en marche depuis longtemps, qu'elles favorisèrent subitement. Le développement européen de la musique d'orchestre avait amené l'orgue à tenter de l'imiter. Cette évolution, d'abord insensible et lente en Angleterre où elle s'accompagna de la création de buffets nouveaux, pastiches du gothique ou du style Renaissance, et en Allemagne, fut une révolution en France où l'orgue était moins soumis aux obligations chorales (pour lesquelles apparaît désormais l'orgue de chœur, et souvent l'harmonium par souci d'économie) : elle y fut l'œuvre surtout de Joseph Merklin, assez international parce qu'installé d'abord à Bruxelles et d'Aristide Cavaillé-Coll qui entreprit par curiosité d'esprit un voyage en Allemagne. Ces facteurs français, plus sensibles à la transformation que les étrangers, s'efforcèrent de repenser tout l'orgue en fonction de l'esthétique orchestrale, que venait renforcer, pour un Cavaillé par exemple, l'interprétation de Jacques-Nicolas Lemmens dans un sens étroitement contrapuntique, de l'œuvre redécouverte de Bach. Merklin, moins entier et encore lié à la tradition quelque peu française de Félix Danjou, alla moins loin dans la logique du nouveau type.
Toute la valeur sonore est changée, à commencer par le timbre des principaux, dont le diapason, ramené à des dimensions mathématiques et non plus empiriques permet de pousser le son des basses et des aigus (un procédé mécanique permet en outre leur redoublement à l'octave au détriment du médium), tandis qu'aux claviers bientôt tous égaux en étendue, s'ajoutent quelques notes aiguës (56 ou 61 notes). La compensation est apportée par le tassement des mixtures composées au détriment de leur scintillement. D'ailleurs, le fondement de l'orgue n'est plus le plein jeu, mais deux chœurs (le quatuor ou quintette et les tuttis de l'orchestre), l'un composé des fonds de 8' (ou 8' et 16') multipliés, le deuxième lui ajoutant les anches conçues en batterie tandis que les bois (flûtes harmoniques et anches sourdes) peuvent être utilisés à part ou même s'intégrer aux tuttis.
Malgré la supériorité technique de quelques facteurs français, allemands ou anglais (Walcker, Mauracher, Willis, Smith entre autres), l'orgue « symphonique » a une réelle unité internationale, avec ses plans tout constitués, même enregistrés dans des combinaisons préparées (appels d'anches, crescendo) facilitant l'enseignement de la registration. Sa diffusion mondiale eut pour effet de généraliser des pratiques utiles : type unique de pédalier (Congrès de Malines, 1864), fixation du la, et organisation des grands facteurs en petite industrie, joignant le fini du travail artisanal à la précision de la série et aux méthodes industrielles À cette époque, la naissance d'une littérature de concert fit doter les salles d'un grand orgue capable non seulement d'accompagner et de dialoguer avec l'orchestre, mais de jouer en soliste. L'orgue devient alors susceptible d'accompagner un spectacle (Théâtre des Champs-Élysées, orgue des music-halls) et de s'adapter au genre de musique adéquat (musette, jazz), moyennant quelques additions (jeux de batterie, percussions, trémolos…) : ce sera l'orgue de cinéma.

### XXesiècle: l'introduction de l'électricité
Une deuxième révolution, technique, n'est aujourd'hui pas encore achevée : elle est due à l'application de l'électricité à toute la mécanique de l'orgue. 
Les premiers essais sont anciens (1862 Peschard, et surtout 1887, Merklin à Saint-Jacques-du-Haut-Pas, Paris), mais les facteurs, très à l'aise avec l'air comprimé et redoutant les incendies hésitèrent longtemps à recourir aux ingénieurs électriciens. Le mouvement ne prit d'abord d'ampleur qu'au Nouveau Monde (Casavant Frères, Canada) ; en France, il fallut attendre le deuxième quart du XXe. 
L'électricité fit d'abord tourner les ventilateurs remplaçant les soufflets manuels, puis assura la transmission, de l'organe directeur (console) au levier Barker (système électro-pneumatique). On put ainsi éloigner la console de l'instrument, permettre à l'organiste d'entendre sa vraie sonorité, faire jouer plusieurs orgues ou des jeux placés en des endroits différents par la même console devenue mobile. 
On est même allé plus loin en rendant au tuyau son individualité, le jeu n'étant plus que la commande électrique d'une série de tuyaux pris ici où là : d'où facilité d'emprunts d'un clavier à l'autre, d'un jeu à un autre, une seule série du tuyaux pouvant fournir les jeux de 16, 8, 4, 2, etc. (à condition toutefois de n'avoir pas à jouer en octaves). Ces procédés économiques ont décuplé les ressources des petits instruments (orgues de salon surtout) et ont largement été exploités dans l'orgue de cinéma en donnant naissance au système unit.
Au cours du XXe, surtout dans les pays neufs anglo-saxons, on cherche le record : nombre de tuyaux, de jeux, de combinaisons, en particulier pour des salles de concert, des grands magasins, l'orgue ayant été introduit au concert au cours du siècle précédent, puis se logeant volontiers derrière l'écran d'un cinéma ou d'un music-hall.
À cette évolution vers le gigantesque orchestral, logique pour le cinéma, moins pour la salle de concert et pas du tout pour l'église, s'oppose durant la même période un double mouvement : l'un est dû au réveil de la musique religieuse et veut ramener l'orgue à une conception chorale. Il prit son aspect le plus net sous le nom de « réforme cécilienne » en Italie, prônant un retour à la primauté du ripieno.
L'autre débuta en Allemagne, où un essai de comprendre plus exactement le style de Bach et de ses prédécesseurs fit étudier la composition de leurs orgues et écouter ceux qui pouvaient subsister. On s'aperçut alors à quel point on s'était, sans le savoir, éloigné des anciens idéaux, et certains facteurs entreprirent d'y revenir (Von Beckerath, le théoricien Mahrenholz).
Le même mouvement s'observa en France où la résurrection de la musique des XVIIe et XVIIIe, avec ses registrations précises, révéla une antinomie complète : aux nombreux partisans d'adapter la musique ancienne à l'orgue moderne s'opposèrent, souvent vainement, les défenseurs de l'authenticité, appuyés sur la conservation de quelques instruments anciens (J. Bonnet, P. Brunold). 
D'autres (Dr Bedart avec intransigeance, F. Raugel) pensèrent trouver une solution en juxtaposant les deux types dans un instrument mixte assez riche pour permettre en théorie l'exécution des deux répertoires (solution déjà éclose empiriquement sous les mains de facteurs traditionnels, comme Louis Debierre). Un peu plus tard, ce principe fut repris et exploité dans une synthèse plus fondue par Gonzalez et défini par Norbert Dufourcq sous le nom d'orgue « néo-classique ». 
À un orgue classique restitué, synthèse des orgues français et allemand baroque (deux claviers principaux à fonds doux ; mixtures divisées et scintillantes sans artifices mécaniques d'octaves, et anches qui se veulent légères ; écho-brustwerk complet et riche pédalier), est ajouté un grand récit expressif, de style symphonique (principaux puissants, batterie d'anches fortes et solistes modernes). À moins de réussite exceptionnelle, on risque pourtant d'avoir sacrifié l'unité de l'orgue symphonique, tout en ne restituant qu'un maigre orgue classique, creux et sifflotant à moins de gonfler si démesurément l'instrument que les deux types s'étouffent l'un l'autre, faute de place ou de volume du vaisseau à remplir. 
Sur ces orgues néanmoins, le rare organiste qui sait s'imposer de n'utiliser à chaque fois que la moitié à peu près des moyens dont il dispose, peut atteindre à une authenticité suffisante, malgré de fréquents déséquilibres dus au fait que le facteur a généralement harmonisé l'instrument de manière globale et non en deux séries distinctes. C'est ce qui a amené certains facteurs hollandais (Flentrop) à préférer, pour les orgues d'église surtout, des reconstitutions intégrales (composition, mécanique, buffet même) du plan baroque, en sacrifiant partiellement le répertoire romantique.

### L’orgue auXXIesiècle
Les vingt-cinq dernières années du XXe et la première décennie du XXIe confirment le nouveau mouvement amorcé. On aura vu tour à tour l’orgue post-romantique, le néo-classique (orgue de synthèse) et le néo-symphonique. Aucune de ces solutions tournées vers l’hybridation n’est parvenue à produire un orgue satisfaisant. Désormais, quoique existent toutes les tendances chez les facteurs d’orgue, un certain consensus se dégage pour ne plus privilégier une solution unique mais plutôt des solutions parallèles : on restaure ou reconstitue les orgues anciennes dans leur plus ancien état d’origine connu (exemple de l’orgue Dom Bedos de l'abbatiale Sainte-Croix de Bordeaux), on préserve les instruments de chaque époque (classement des Isnard, Clicquot, Cavaillé-Coll et Puget au patrimoine des monuments historiques), on ne mélange plus les genres, mais on les fait cohabiter, quitte à avoir plusieurs instruments dans le même lieu (quatre instruments de quatre époques à la Münster de Freiburg im Breisgau, trois orgues de trois styles au Tokyo Metropolitan Art Space, etc.). Les Grandes Orgues Fisk de la cathédrale de Lausanne, inaugurées en 2003, sont également uniques par leur juxtaposition de références à quatre styles de la facture d'orgue : classique et symphonique français, baroque et romantique allemand.
Il aura fallu attendre la fin du XXe pour prendre conscience de la valeur historique de ces milliers d’orgues de tous les styles et de toutes les époques considérés aujourd’hui comme un patrimoine universel, grâce aux efforts acharnés et soutenus de la Commission supérieure des Monuments Historiques, section Orgues. Instituée le 31 décembre 1913, la loi française sur les monuments historiques ne s'est appliquée à l'orgue qu'à partir des années 1960 et a permis de sauver de la destruction de nombreux instruments devenus aujourd'hui des témoignages de l'histoire de l'orgue.
À côté de cela, les facteurs continuent d’innover et montrent pour certains de l’audace et de l’inventivité. On peut citer Detlef Kleuker (avec son orgue en forme de main, conception de Jean Guillou), Pascal Quoirin, Bruno Decaris (concepteur du buffet « futuriste » de l’orgue de la cathédrale d’Évreux livré en 2006), Rosales et Glatter-Götz (qui ont réalisé en 2003 l’instrument le plus audacieux de tous les temps, l'Orgue du Walt Disney Concert Hall), et C. B. Fisk, qui a réalisé les Grandes Orgues de la cathédrale de Lausanne, Klais qui a réalisé en 2013 sur un projet de Jean Guillou, les Grandes Orgues de la cathédrale de Leon en Espagne.

### Sources
- Norbert Dufourcq, L'Orgue, Paris, P.U.F., coll. « Que sais-je ? » (no 276), 1970, 3e éd. (1re éd. 1948), 128 p.
- (en) Nicholas Thistlethwaite, Geoffrey Webber et al., The Cambridge companion to the organ, Cambridge, Cambridge University Press, coll. « Cambridge Companions to Music », 2013, 340 p. (ISBN 978-0-521-57584-3, lire en ligne).